# Efecto isótopo magnético
Los efectos de los isótopos magnéticos surgen cuando una reacción química involucra procesos selectivos de espín, como el mecanismo de pares de radicales. El resultado es que algunos isótopos reaccionan preferentemente, dependiendo de su número cuántico de espín nuclear I. Esto contrasta con los efectos isotópicos dependientes de masa más familiares.